# Gare de Payerne
La gare de Payerne est une gare ferroviaire située sur le territoire de la commune suisse de Payerne, dans le canton de Vaud. Elle est située à l'intersection des deux lignes de la Broye (Palézieux – Lyss et Yverdon – Fribourg).

## Situation ferroviaire
La gare de Payerne est située au point kilométrique 58,5 de la ligne Palézieux – Lyss (ligne de la Broye longitudinale) et au point kilométrique 27,9 de la ligne Yverdon – Fribourg (ligne de la Broye transversale), à 452 mètres d'altitude. Elle dispose de trois quais dont deux centraux et un latéral, permettant l'arrêt des trains des lignes à écartement normal en gare sur cinq voies.

## Histoire
La gare de Payerne est ouverte le 25 août 1876 par la Compagnie de la Suisse occidentale qui met en service ce jour-là les lignes Palézieux – Morat et Fribourg – Payerne. La compagnie met en service le tronçon Payerne – Yverdon le 1er février 1877.
Un passage sous-voie est créé en 1946. Des travaux sont effectués de 2011 à 2013 : les quais sont rehaussés, le passage sous-voie et les salles d'attente rénovés et des rampes d'accès aménagées. Les travaux ont coûté 10 millions de francs aux CFF et un million à la commune de Payerne.
En 2008, l'association Swisstrain a racheté le dépôt des CFF pour garer une partie de son matériel roulant: anciennes locomotives, wagons de légendes et wagon de marchandises.

## Service des voyageurs

### Desserte

#### RER Vaud
La gare fait partie du réseau RER Vaud. Payerne est desservie par la ligne S9 reliant Lausanne à Chiètres chaque heure et par la ligne S8 reliant Palézieux à Payerne chaque heure en semaine. Ensemble, les deux lignes offrent une cadence à la demi-heure entre Payerne et Lausanne en semaine (correspondance avec l'IR15 une fois sur deux à Palézieux). Elles sont exploitées par les CFF.

#### RER Fribourg
La gare fait partie du réseau RER Fribourg. Payerne est desservie par la ligne S30 reliant Yverdon-les-Bains à Fribourg deux fois par heure en semaine et une fois par heure le week-end. Elle est exploitée par les CFF.

#### RER bernois
La gare fait partie du réseau RER bernois. Payerne est desservi par la ligne S5 exploitée par le BLS. Elle relie Payerne à Berne deux fois par jour dans chaque sens.

### Intermodalité
La gare de Payerne est desservie par trois lignes de CarPostal vers Chevroux, Romont et Thierrens ainsi que par le bus urbain de Payerne et la ligne nocturne des Transports publics fribourgeois Estavayer-le-Lac – Fribourg.